# Matthias von Krosigk
Matthias von Krosigk (* 15. Februar 1616 in Hohenerxleben; † 17. Oktober 1697 in Merbitz), Herr auf Hohenerxleben, Rathmannsdorf und Merbitz, war ein Landbesitzer, Diplomat und  Mitglied des Größeren Ausschusses der anhaltischen Landschaft.

## Leben
Matthias von Krosigk stammte aus dem Adelsgeschlecht Krosigk. Er war ein Sohn von Gebhard Friedrich von Krosigk (1579–1630) und dessen erster, 1608 geehelichten Gattin Catharina von Krosigk, geborene von Veltheim († 1620). Vollrad von Krosigk (1612–1660) war sein älterer Bruder. Seine Halbgeschwister waren Jakob Anton von Krosigk (1624–1704), Ludolf Lorenz von Krosigk (1627–1673) und Bertha Sophie von Krosigk (1631–1686, ⚭ Johann August von der Asseburg).
Bis 1630 besuchte er das Gymnasium in Halle (Saale). Von 1638 bis 1639 begab er sich in kaiserlich/kursächsische Kriegsdienste. 1644 reiste er mit Gebhard XXV. von Alvensleben nach Münster und unternahm eine Kavaliersreise nach Köln, in die Niederlande, nach Calais und Paris. Von 1648 bis 1649 war er Hofmeister von Johann von Schleswig-Holstein-Gottorf. Im Jahr 1649 wurde er unter dem Gesellschaftsnamen Der Verbesserte in die Fruchtbringende Gesellschaft aufgenommen. Ab 1649 hatte Krosigk seinen Sitz in Merbitz. 1665 wurde er Kriegskommissar des Saalkreises und 1683 kurbrandenburgischer Landkammerrat im Herzogtum Magdeburg.
Am 1. Januar 1651 heiratete er Anna Catharina von Krosigk, geborene von Amelunxen (1624–1675). Aus dieser Ehe stammten die Kinder Gebhard Friedrich von Krosigk (* 1652, ⚭ Agnes Sibylla von Dieskau) und der königlich-preußische Oberst und Herr auf Merbitz, Anton Ludolph von Krosigk (1667–1737) sowie Helena Sophia von Krosigk († 1695, ⚭ Heinrich Georg Jahnus).